# Abdellah Djebbar
Pour les articles homonymes, voir Djebbar (homonymie).
Abdellah Djebbar est un footballeur international algérien né le 6 avril 1952 à Larbaa Nath Irathen dans la wilaya de Tizi Ouzou. Il évoluait au poste d'allier droit.

## Biographie

### En club
Abdellah Djebbar évolue en première division algérienne avec son club formateur la JS Kabylie avant d'aller en France pour jouer au Chaumont FC pendant 6 ans puis il termine sa carrière à l'UES Montmorillon.

### En équipe nationale
Abdellah Djebbar reçoit douze sélections avec l'équipe d'Algérie en inscrivant deux buts. Son premier match avec l'Algérie le 2 mars 1972 contre la Guinée (victoire 1-0).
Son dernier match le 7 avril 1974 contre le Maroc (défaite 2-0).
Il participe aux Jeux africains de 1973 avec l'équipe d'Algérie.

## Palmarès
JS Kabylie
| - Championnat d'Algérie (3) : - Champion : 1972-73, 1973-74 et 1976-77. - Coupe d'Algérie (1) : - Vainqueur : 1976-77. - Supercoupe d'Algérie (1) : - Vainqueur : 1973. |  | - Coupe du Maghreb des clubs champions : - Finaliste : 1973-74. |